# Décapsuleur
 (mars 2021).
Si vous disposez d'ouvrages ou d'articles de référence ou si vous connaissez des sites web de qualité traitant du thème abordé ici, merci de compléter l'article en donnant les références utiles à sa vérifiabilité et en les liant à la section « Notes et références ».

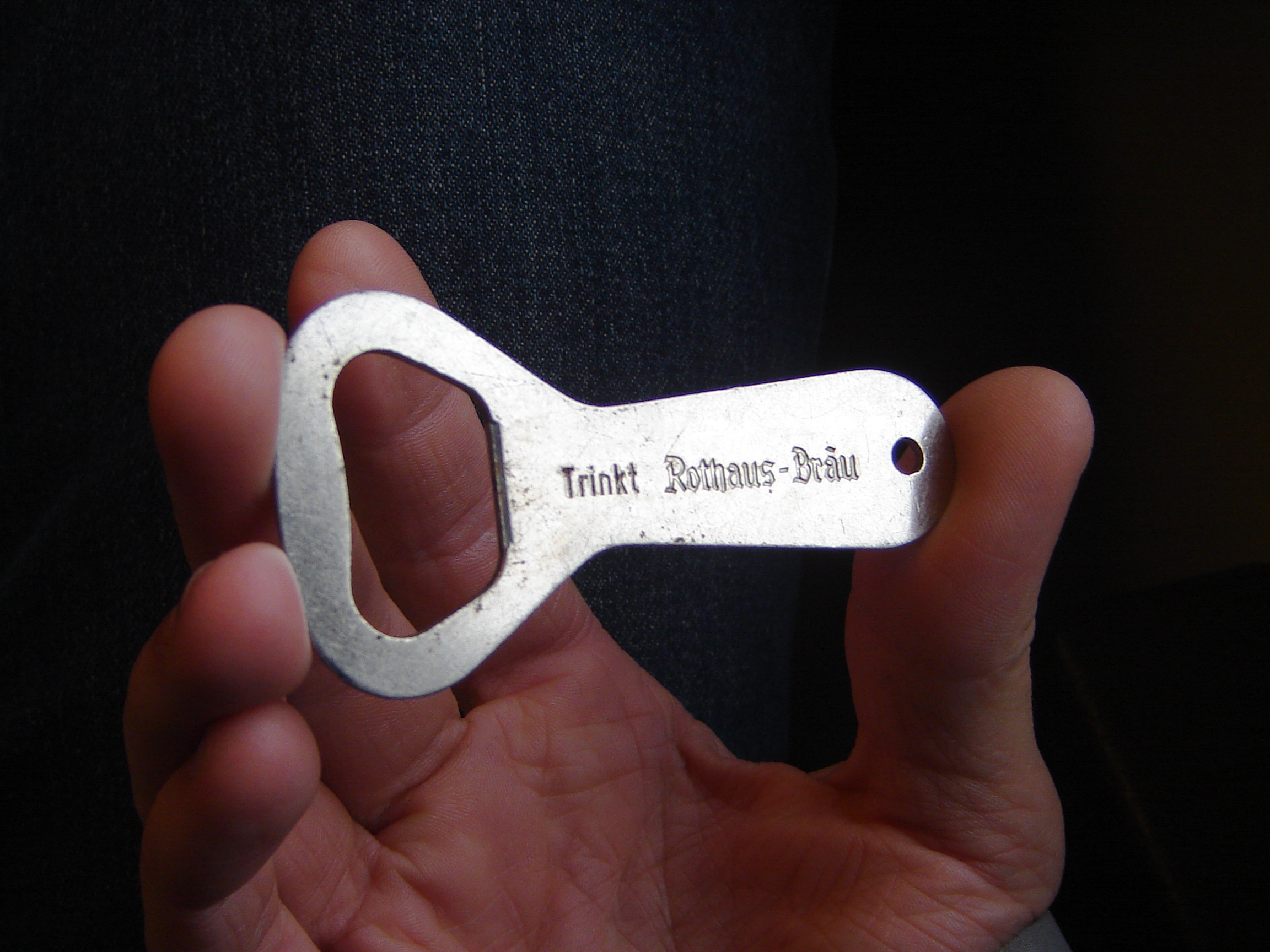
Un décapsuleur

Le décapsuleur est un petit instrument destiné à ouvrir les bouteilles fermées par des capsules métalliques en déformant celles-ci.
Il est parfois appelé ouvre-bouteilles, mais ce terme recouvre plusieurs types d'instruments (tire-bouchons, pince à dévisser, etc.).

## Historique
Le procédé d’obturation par capsule a été inventé en 1891 par le français Hugo Bonora (1838-1906), qui avait associé une plaque de métal et une couche de liège pour former le « bouchon couronné » par emboutissage.

## Utilisation

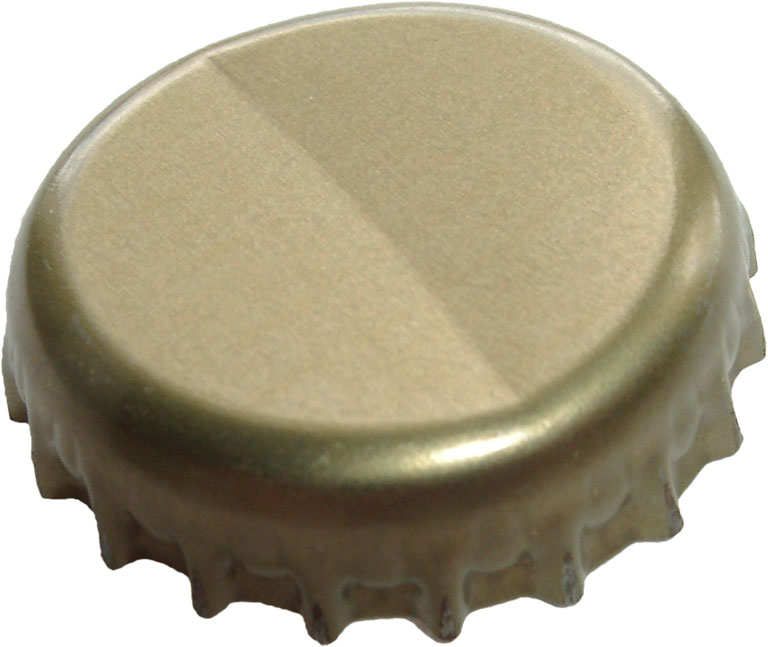
Capsule pliée après utilisation d'un décapsuleur à lèvre.

La méthode consiste à agripper le bord de la couronne puis, par un effet de levier prenant son appui au centre de la capsule, à plier le métal de manière à le désengager du rebord en verre du goulot de la bouteille.

## Types de décapsuleurs
Il existe deux principaux types de décapsuleur : les décapsuleurs à lames ou à lèvre et les décapsuleurs à fourche, griffe, dent ou crochet.

### Décapsuleur à lame ou à lèvre

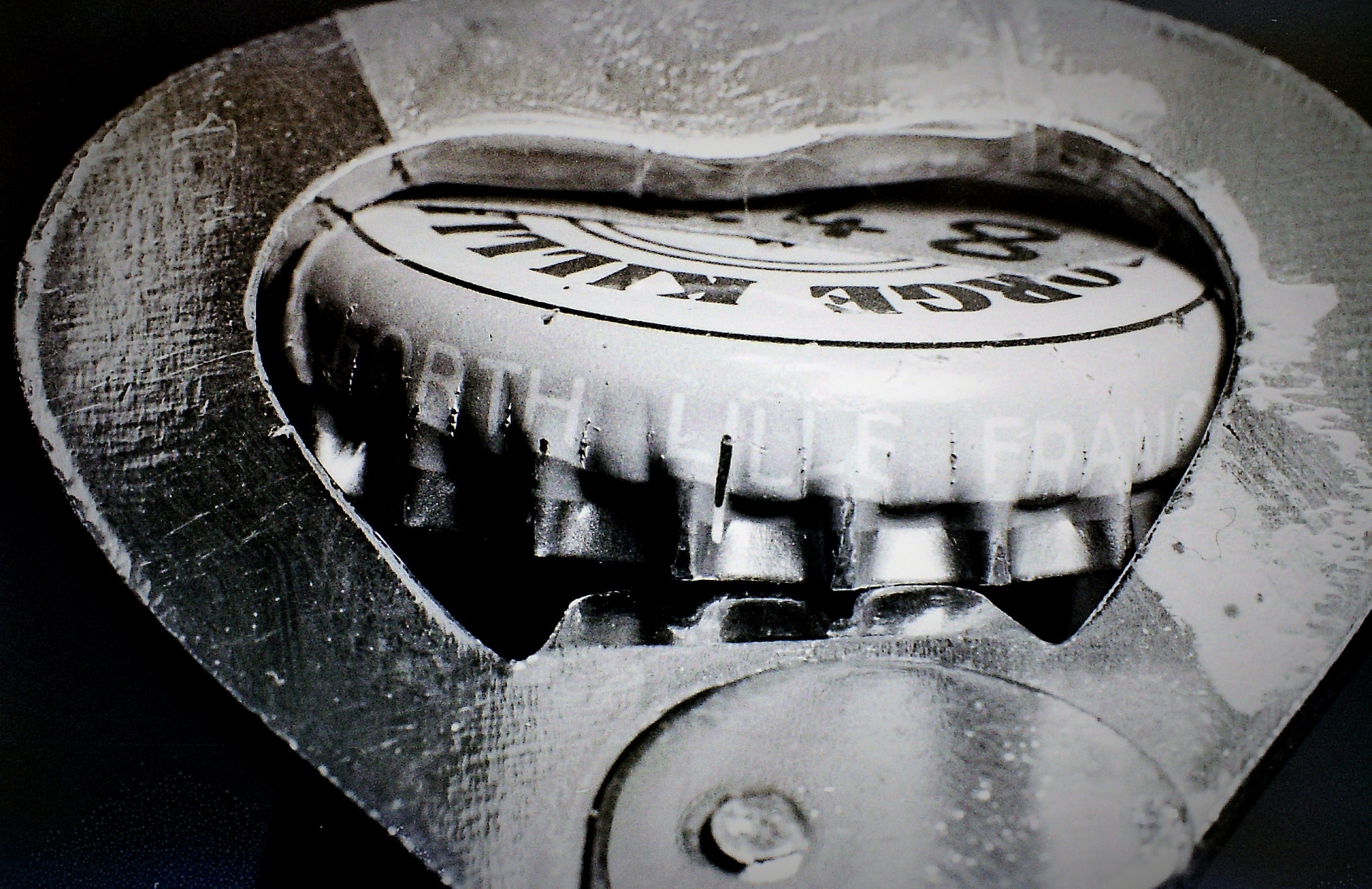
Un décapsuleur en place, avant ouverture de la capsule.

Il est constitué d'un manche percé à une de ses extrémité d'une lumière rectangulaire suffisante pour permettre le passage partiel de la capsule. Cette lumière est souvent arrondie ou évasée sur ses côtés.
L'opérateur doit engager la capsule dans la lumière de manière que la lame prenne appui sous la couronne et que son côté opposé repose au centre de la capsule. Par une pression de bas en haut, la lame entraîne quelques dents, ce qui déforme le métal et libère le col de verre enserré.
Le manche de l'instrument est parfois habillé de bois ou de plastique. C'est également un support de publicité. Les professionnels utilisent souvent des modèles dépouillés et de petite dimension. Un second trou percé dans le manche permet d'enfiler un lien, cordelette ou chaînette, destiné à l'accrocher à une ceinture ou à un bouton pour éviter de l'égarer.
Un tire-bouchon intégrant un décapsuleur est appelé un limonadier.

### Décapsuleur à fourche, griffe, dent ou crochet

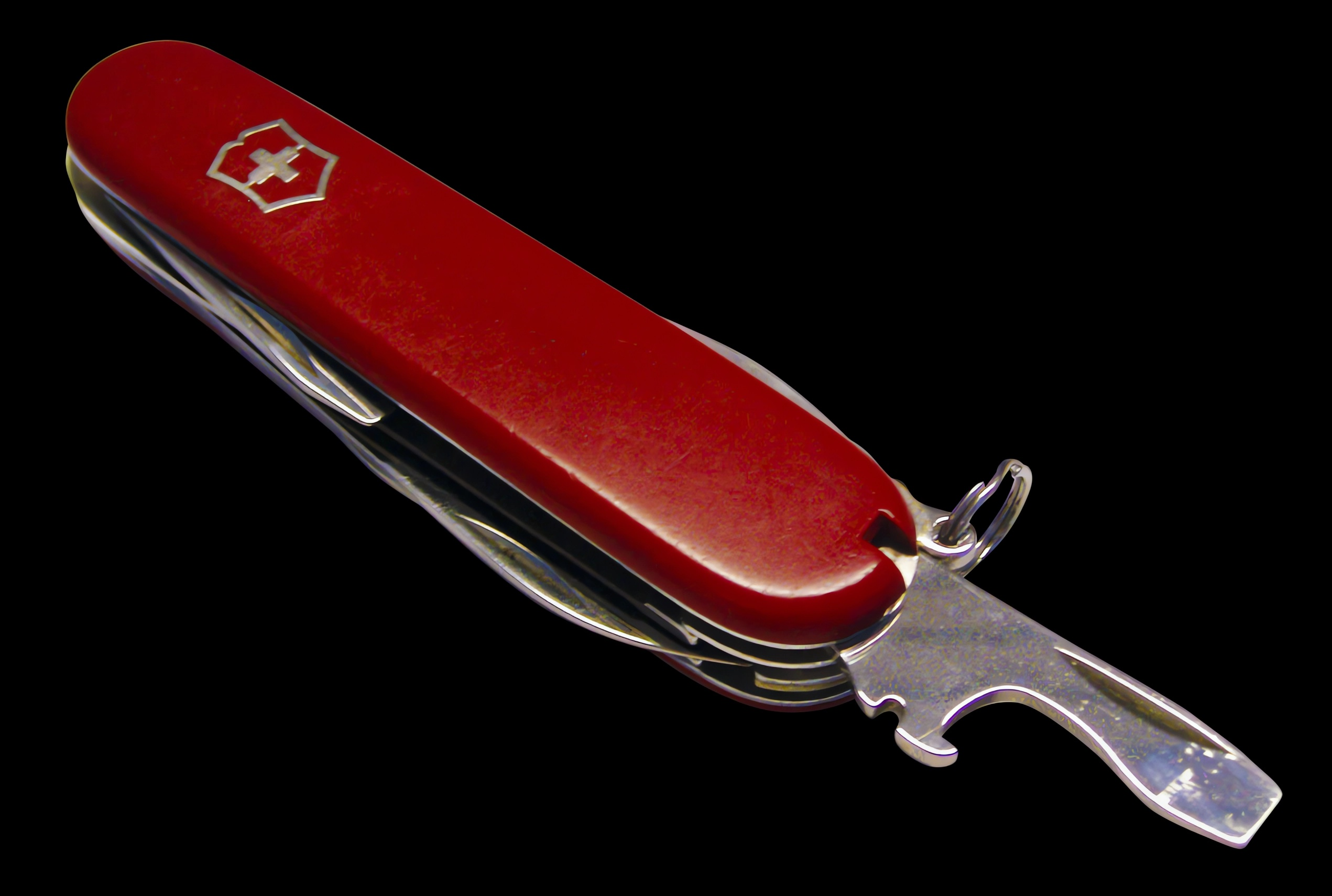
Décapsuleur d'un couteau suisse.

Il est constitué d'une petite lame métallique ayant une pointe découpée en opposition d'un point d'appui. Le tout forme une sorte de pince rigide.
L'opérateur engage la pointe sous un des plis de la collerette et place le bord opposé au centre de la capsule. Le mouvement suivant est identique à celui de l'autre modèle.
 
Cette forme de découpe est aussi souvent pratiquée dans un outil domestique à usages multiples combiné avec ouvre-boîte de conserve, perforateur de canette métallique, enrouleur de couvercle de boîte à sardines, etc.
Ce modèle est fréquemment inséré dans les couteaux à lames multiples (couteau suisse).

### Décapsuleur mural

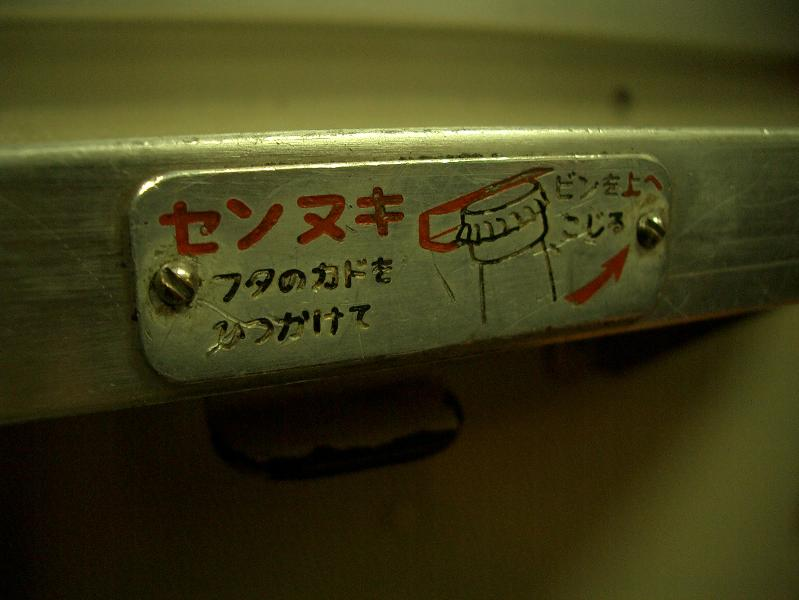
Mode d'emploi d'un décapsuleur fixe dans un train japonais ancien.

Il combine les deux procédés : une pince fixe élargie avec une lame d'accroche, le corps de la bouteille faisant office de levier. Un récupérateur de capsule disposé sous le décapsuleur complète le dispositif. Ce type d'appareil est généralement implanté derrière le comptoir des débits de boissons.

### Décapsuleur original
Le décapsuleur original se distingue par son intégration dans des objets du quotidien, transformant ainsi des vêtements et accessoires en outils fonctionnels.
La marque Soreez a popularisé cette innovation en intégrant un décapsuleur directement dans ses produits textiles, notamment le t-shirt décapsuleur. Ce concept permet d'ouvrir des bouteilles sans accessoire supplémentaire, tout en restant discret et pratique. En plus des t-shirts, Soreez propose également des tongs et des sweats équipés de cette fonctionnalité, combinant mode et utilité.
Ce type de décapsuleur revisite l'usage traditionnel en intégrant l'effet de levier dans des objets vestimentaires, offrant une solution à la fois ludique et pratique pour les amateurs de boissons en bouteille.